# Ginkgowaasje
Het ginkgowaasje (Bartheletia paradoxa) is een soort dimorfe schimmel en is het enige lid van het geslacht Bartheletia. Bartheletia is het enige geslacht in de familie Bartheletiaceae, de enige familie in Bartheletiales, die op zijn beurt de enige orde is in de klasse Bartheletiomycetes.

## Kenmerken
Saprotrofen vormen zich in de vroege herfst op pas afgevallen bladeren en bladstelen van Ginkgo biloba en blijven de hele winter bestaan. Ze produceren slijmerige, hyaliene eencellige, cilindrische conidia. Dikwandige, donkerbruine teliosporen ontwikkelen zich in bladweefsel, geclusterd in structuren ~ 1 mm diam, vergelijkbaar met telia van roestschimmels, waardoor zwarte bladvlekken worden omgeven door een grijze halo. Na een jaar van rustperiode komen basidia met lange stelen tevoorschijn via een apicaal kanaal uit elke teliospore, worden rond, kruisvormig gesepteerd en produceren een opeenvolging van cilindrische basidiosporen.
Net als zijn gastheer G. biloba heeft B. paradoxa geen nauw verwante (levende) verwanten en wordt hij beschouwd als een levend fossiel.

## Verspreiding
Het ginkgowaasje komt voor in Europa, Noord-Amerika, Australië en Japan. In Nederland komt het ook voor, maar de verspreiding is nog onvoldoende bekend.